# Claude Chantelou
Claude Chantelou (Vion, 1617 – Saint-Germain-des-Prés, 28 novembre 1664) è stato un monaco cristiano francese della congregazione benedettina di San Mauro, bibliotecario, erudito e storico.

## Biografia
Dopo aver trascorso molto tempo nell'abbazia di Fontevrault (in Normandia), passò al monastero maurino di Saint-Louis di Tolosa ed il 7 febbraio del 1640 emise i voti solenni: fu monaco delle abbazie di Montmajour ad Arles, di Saint-Florent a Saumur e di Saint-André ad Avignone.
Nel 1651 il capitolo generale della congregazione lo scelse per dedicarsi alla preparazione della storia dell'ordine: Chantelou si trasferì quindi nella abbazia di Saint-Germain-des-Prés di Parigi dove rimase fino alla fine dei suoi giorni.

## Opere
Ha lasciato notevoli lavori nel campo della patristica, dell'agiografia e della storia della liturgia. Tra le opere principali vanno ricordate: la Bibliotheca Patrum ascetica, sive Selecta veterum Patrum de christiana et religiosa perfectione opuscula (Parigi, 1661-1664); La S.Bernardi Abbatis Claraevallensis Paraeneticon pars prima, sermones de tempore et de Sanctis complectens, necnon et vitam S. Malachiae Episcopi (Parigi, 1662); il Sancti Basilii, Caesareae Cappadociae Archiepiscopi Regularum fusius disputatarum liber (Parigi, 1664); la Carte géographique de la France Bénédictine, pubblicata nel 1726 da F. Le Chevalier.
Collaborò inoltre alla pubblicazione dello Spicilegium di Luc d'Achery.